# Programa Venera

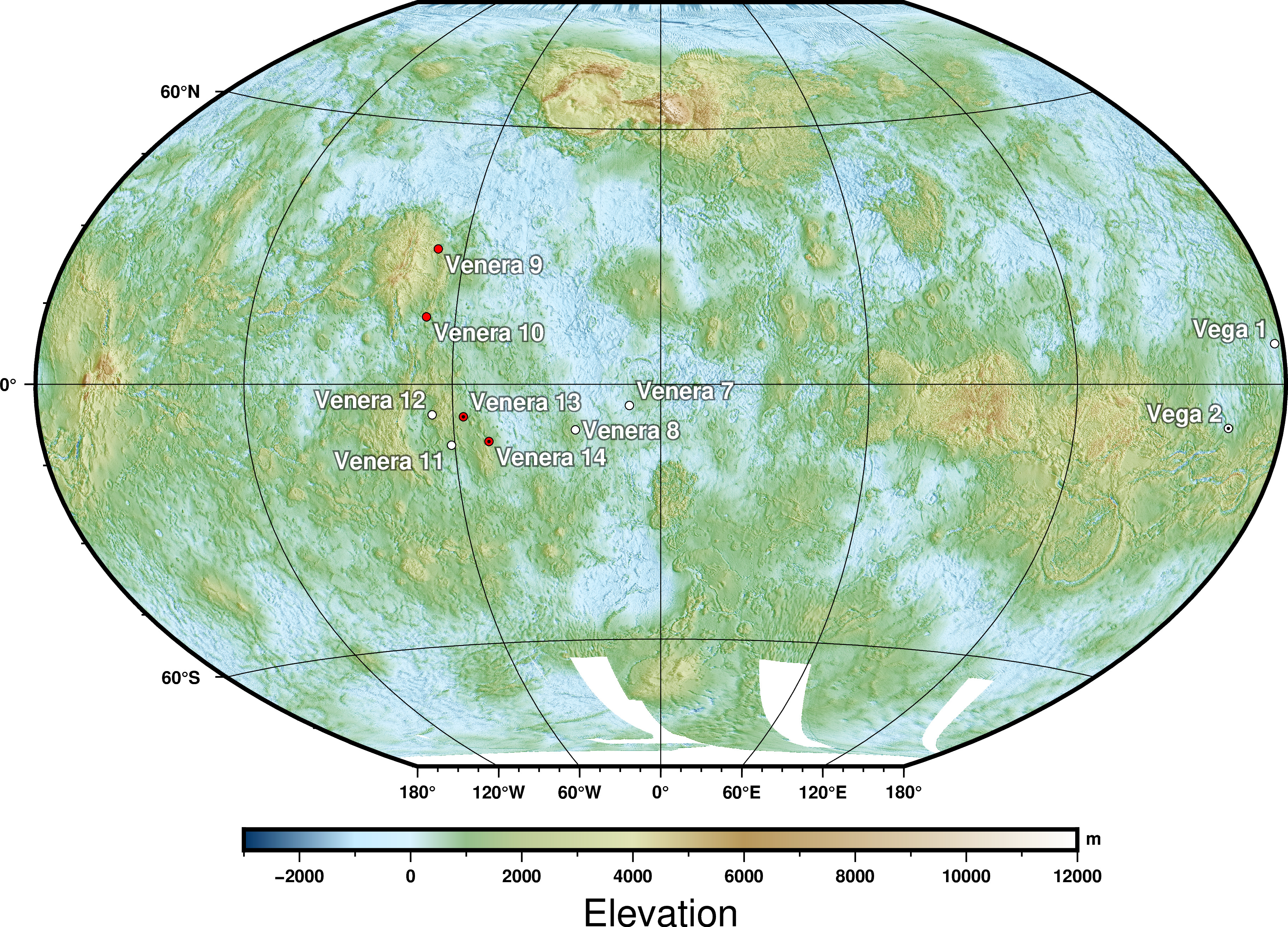
Mapa das sondas sobre Vênus.

Programa Venera (em russo: Венера) foi uma série de sondas espaciais desenvolvidas pelo programa espacial soviético, para a coleta de informações do planeta Vênus. Eram lançadas em pares, com uma segunda sonda sendo lançada uma ou duas semanas após o lançamento da primeira. Os desenhos e os equipamentos carregados pelas sondas da série variaram ao longo dos anos, sendo gradualmente aperfeiçoados para resistir às extremas condições da atmosfera e da superfície do planeta Vênus.
O programa Venera estabeleceu uma série de precedentes na exploração espacial, entre eles os primeiros dispositivos feitos pelo homem a entrar na atmosfera de outro planeta (Venera 3 em 1 de março de 1966), o primeiro a fazer um pouso suave em outro planeta (Venera 7 em 15 de dezembro de 1970), o primeiro a retornar imagens da superfície de outro planeta (Venera 9 em 8 de junho de 1975), o primeiro a gravar sons em outro planeta (Venera 13 em 30 de outubro de 1981) e o primeiro a realizar varreduras de mapeamento de radar de alta resolução (Venera 15 em 2 de junho de 1983).
O Programa Venera se estendeu de 1961 até 1983. Existe um novo projeto russo, chamado Venera-D, que pretende explorar o planeta por radar e também localizar lugares para próximos pousos sobre a superfície. O projeto tinha seu lançamento previsto para 2016.

## Pioneirismo
Mesmo sendo pouco divulgadas, as missões Venera foram pioneiras em vários aspectos:
- Primeiro artefato humano a pousar suavemente em outro planeta e conseguir transmitir informações durante certo tempo;
- Primeiras máquinas criadas pelo homem a entrar na atmosfera de outro planeta;
- Foi a primeira a fotografar e enviar à Terra imagens de outro planeta;
- A primeira a realizar o mapeamento em radar da superfície de um planeta.

As condições extremas de Vênus - temperaturas diárias de mais de 450 ℃, pressão atmosférica 90 vezes maior do que a da Terra e tempestades de ácido sulfúrico - fizeram com que estas sondas não sobrevivessem por muito tempo. As 8 primeiras sondas foram desenhadas para pousar no planeta, enquanto as 8 sondas posteriores foram desenhadas de modo diferente, sendo compostas de uma sonda orbital e de uma sonda projetada para pousar no planeta e resistir por um mínimo de 30 minutos na superfície do planeta antes de ser decomposta.

## As sondas
- A Venera 1 e a Venera 2 perderam contato com a Terra antes de chegar a Vênus.
- A Venera 3 alcançou o planeta em 1 de março de 1965, mantendo contínuo contato radiofônico com a Terra, mas este contato foi perdido logo antes da entrada da sonda na atmosfera do planeta. A Venera 3 tornou-se o primeiro objeto humano a pousar em outro planeta - embora este pouso não tenha sido controlado. A sonda possuía um corpo cilíndrico com uma espécie de redoma no topo, com uma altura total de cerca de 2 m, e havia dois painéis solares laterais de dimensões relativamente pequenas. Uma antena grande (mais de 2 m de diâmetro), de alto ganho, era a responsável pela recepção dos sinais de controle, e uma antena linear longa transmitia os sinais à Terra. Os instrumentos científicos da nave incluíam um magnetômetro, detectores de íons, detectores de micrometeoritos e radiação cósmica. A redoma no topo da nave continha uma esfera pressurizada que continha as insígnias soviéticas, e era projetada para flutuar nos presumíveis oceanos de Vênus, após o pouso (a nave não continha retrofoguetes).
- A Venera 4 alcançou Vênus em 18 de outubro de 1967, tornando-se a primeira sonda a entrar na atmosfera e enviar dados à Terra. A Venera 4 também realizou a primeira comunicação radiofônica sonda-Terra. Ela liberou uma cápsula com dois termômetros, um barômetro, um altímetro e medidores de densidade do ar, 11 analisadores de gás e dois radiotransmissores. O módulo principal da nave carregava um magnetômetro, detectores de raios cósmicos, indicadores de oxigênio e hidrogênio e detectores de partículas. O módulo de descida conseguiu transmitir informações durante a descida, até alcançar a altitude de 25 km (freado por paraquedas), onde foi destruído pelas severas condições atmosféricas de Vênus.
- A Venera 5 alcançou Vênus em 16 de maio de 1969 e entrou na atmosfera de Vênus no mesmo dia, enviando dados à Terra antes de ser esmagada pela atmosfera. Cada nave (Venera 5 e 6) carregava um módulo de pouso, dotado de paraquedas, além de instrumental científico. Também carregavam medalhões comemorativos com as insígnias soviéticas e o baixo-relevo de Lênin. A Venera 5 lançou o seu módulo de pouso no lado escuro de Vênus em 16 de maio de 1969, e a Venera 6 o fez no dia seguinte.
- Venera 7. Foi a primeira sonda desenhada para resistir às extremas condições do planeta Vênus e a realizar um pouso controlado no planeta. Alcançou Vênus em 15 de dezembro de 1970 e pousou no planeta no mesmo dia. Enviou informações à Terra por 23 minutos antes de ser decomposta pelo calor e pela pressão do planeta. O radar da Venera 7 detectou ventos de mais de 100 quilômetros por hora. Foi o primeiro artefato humano a pousar suavemente em outro planeta e conseguir transmitir informações durante certo tempo.
- A Venera 8 pousou em Vênus em 6 de dezembro de 1970, sobrevivendo por 50 minutos.
- Venera 12. Alcançou o planeta em 21 de dezembro de 1978, sobrevivendo por 110 minutos. Sua irmã, a Venera 11, pousou no planeta 4 dias depois, sobrevivendo por 95 minutos, mas seus sistemas de imagens (fotografia, radar) não operaram.
- Venera 13. Enviou à Terra as primeiras imagens coloridas da superfície de Vênus, em 1 de março de 1982, sobrevivendo por 127 minutos, à temperatura de 456 graus centígrados e à pressão de 89 atmosferas.
- Venera 15. Encerrando a série Venera, em 1983 foram lançadas duas naves destinadas a mapear Vênus com o emprego de um sistema de radar, sem pouso portanto: a Venera 15, lançada em 2 de junho de 1983, e a Venera 16, lançada em 7 de junho de 1983. As partes orbitais da Venera 15 e a Venera 16 realizaram missões de mapeamento da superfície do planeta em 10 e 14 de outubro de 1983. As naves Venera 15 e 16 eram idênticas e aproveitaram a nave base (módulo orbitador) das Venera 9 a 14, ligeiramente modificadas.

## Dados de voo das missões Venera
| Nome               | Missão                         | Lançamento              | Resultados | Sonda Espacial | sonda de pouso | Selo |
| ------------------ | ------------------------------ | ----------------------- | --- | -------------- | -------------- | ---- |
| 1VA (proto-Venera) | Sonda Orbital                  | 4 de fevereiro de 1961  | Não deixou a órbita terrestre |                | n/a            |      |
| Venera 1           | Sonda Orbital                  | 12 de fevereiro de 1961 | Perdeu a comunicação no caminho a Vênus |                | n/a            |      |
| Venera 2MV-1 No.1  | Sonda atmosférica              | August 25, 1962         | O último estágio falhou; reentrou três dias depois |                | n/a            | n/a  |
| Venera 2MV-1 No.2  | Sonda atmosférica              | September 1, 1962       | O último estágio falhou; reentrou cinco dias depois |                | n/a            | n/a  |
| Venera 2MV-2 No.1  | Sonda Orbital                  | September 12, 1962      | O último estágio falhou; reentrou dois dias depois |                | n/a            | n/a  |
| Venera 1964A       | Sonda Orbital                  | 19 de fevereiro de 1964 | Não alcançou a órbita estacionária. |                | n/a            |      |
| Venera 1964B       | Sonda Orbital                  | 1 de março de 1964      | Não alcançou a órbita terrestre. |                | n/a            |      |
| Cosmos 27          | Sonda Orbital                  | 27 de março de 1964     | Falhou no estágio de lançamento |                | n/a            |      |
| Venera 2           | Sonda Orbital                  | 12 de novembro de 1965  | A comunicação foi perdida antes da chegada |                | n/a            |      |
| Venera 3           | Sonda atmosférica              | 16 de novembro de 1965  | A comunicação foi perdida antes da entrada na atmosfera. Foi o primeiro objeto criado pelo homem a pousar em outro planeta.                                                                                            |                | n/a            |      |
| Venera 1965A       | Sonda Orbital                  | 26 de novembro de 1965  | Falha no lançamento |                | n/a            |      |
| Venera 4           | Sonda atmosférica              | 12 de junho de 1967     | Chegou em 18 de Outubro de 1967 e foi a primeira sonda a entrar na atmosfera do planeta e retornar dados. Apesar de não transmitir a partir da superfície, esta foi a primeira transmissão de sondas interplanetárias. |                |                |      |
| Venera 5           | Sonda Atmosférica              | 5 de janeiro de 1969    | Chegou em 16 de maio de 1969 e transmitiu com sucesso dados da atmosfera antes de ser esmagada pela pressão do planeta a 26 km da superfície.                                                                          |                | n/a            |      |
| Venera 6           | Sonda Atmosférica              | 10 de janeiro de 1969   | Dados atmosféricos transmitidos com sucesso antes de ser esmagada pela pressão a 11 km da superfície |                | n/a            |      |
| Venera 7           | Sonda de pouso                 | 17 de agosto de 1970    | Chegou em 16 de dezembro de 1970. Foi o primeiro pouso bem sucedido em outro planeta e sobreviveu por 23 minutos antes de sucumbir ao calor e à pressão. Foi a primeira transmissão da superfície de outro planeta.    |                |                |      |
| Venera 8           | Sonda de pouso                 | 27 de março de 1972     | Chegou em 22 de julho de 1972 e sobreviveu durante 50 minutos antes de sucumbir ao calor e à pressão. |                | ‘              |      |
| Venera 9           | Sonda Orbital e sonda de pouso | 8 de junho de 1975      | Chegou em 22 de outubro de 1975. Enviou as primeiras imagens em preto e branco da superfície do planeta. Sobreviveu 53 minutos antes de sucumbir a pressão e ao calor.                                                 |                |                |      |
| Venera 10          | Sonda Orbital e sonda de pouso | 14 de junho de 1975     | Chegou em 25 de outubro de 1975. Sobreviveu por 65 minutos antes de sucumbir à pressão e ao calor. |                |                |      |
| Venera 11          | Sobrevoo e sonda de pouso      | 9 de setembro de 1978   | Chegou em 25 de dezembro de 1978. Sobreviveu por 95 minutos, mas o sistema de imagem da sonda falhou. |                |                |      |
| Venera 12          | Sobrevoo e sonda de pouso      | 14 de setembro de 1978  | Chegou em 21 da dezembro de 1978. A sonda sobreviveu por 110 minutos e gravou o que se considerou ser um relâmpago. |                |                |      |
| Venera 13          | Sobrevoo e sonda de pouso      | 30 de outubro de 1981   | Chegou em 1 de março de 1982. Registrou a primeira imagem colorida da superfície de Vênus e descobriu basalto no solo com o uso de um espectrômetro.                                                                   |                |                |      |
| Venera 14          | Sobrevoo e sonda de pouso      | 14 de novembro de 1981  | Chegou em 5 de março de 1982. Recolheu amostras de solo e registrou a presença de basalto. |                |                |      |
| Venera 15 e 16     | Orbital                        | 2 de junho de 1983      | Chegaram em 10 de outubro de 1983 e mapearam juntas parte do hemisfério norte do planeta. |                | n/a            |      |